# 山波抗争
山波抗争（やまなみこうそう）とは、平成2年（1990年）6月28日から同年12月27日まで行われた五代目山口組（組長は渡辺芳則）と波谷組（組長は波谷守之）との暴力団抗争事件。

## 事件の概要

### 発端
事件の発端となったのは平成2年（1990年）、「安井武美」という人物の組織への勧誘・加入をめぐる動きである。当初、安井は兄弟分である、波谷組組員・岩田好晴から勧誘を受け、半強制的に加入させられそうになっていたが、それを不服に思い五代目山口組傘下の弘道会（会長は司忍）西岡組 西岡組長に加入を打診して舎弟となった。
加入の約束を反故にされた波谷組組員・岩田好晴は、同年6月28日午前2時すぎに福岡県福岡市西区次郎丸にある安井の自宅駐車場で安井を襲撃、岩田の若い者が胸や脇腹に6発の銃弾を撃ち込んだ。安井は重傷を負って玄関に倒れ、これを見た妻が110番通報でパトカーと救急車を要請、救急病院に収容されたが、50分後に出血多量のため死亡した。

### 抗争事件の始まり
安井武美が銃撃され死亡した6月28日の夜、愛媛県宇和島市栄港町の波谷組系川田興業の事務所に銃弾5発が撃ち込まれ、川田興業の幹部1人が重傷を負った。
また、翌6月29日には波谷組の関係各所に銃弾が撃ち込まれる事件が相次いだ。同日午前7時45分頃には、大阪府大阪市中央区東心斎橋2丁目の近鉄ビル4階B室にあった波谷組系三代目大日本正義団傘下にあった水野組（組長は水野友幸）の組事務所に銃弾3発が撃ち込まれた。また、同日朝には東大阪市横沼町の波谷組系天野組（組長は天野洋志穂。本名は金政基）の傘下にあった枡田組の組事務所に銃弾1発が撃ち込まれたほか、同日には大阪市東淀川区にあった天野洋志穂の自宅にも、銃弾6発が撃ち込まれた。

### 一般男性誤射事件の発生
波谷組の関係各所に銃撃が相次いだ6月29日の午後9時ごろ、大阪市住之江区浜口で、元NTT職員の男性が自宅の玄関先で、宅配便を装った2人組の山口組系組員のうち1人から、左足と左腕に1発ずつ銃撃を受ける事件が発生した。元NTT職員の男性は近くの病院に搬送されたが、失血多量のため死亡した。この元NTT職員の男性一家は13日前に同所に引っ越してきたばかりで、男性一家が引っ越してくる前には波谷組の幹部が住んでいた。すなわちこの男性は、以前住んでいた波谷組幹部と間違われて銃撃されてしまったのであった。
その後、当時山口組のナンバー2であった宅見勝山口組若頭は、顧問弁護士であった山之内幸夫を通じて大阪府警捜査四課と住之江警察署捜査本部に対し、「死亡した元NTT職員の男性の通夜に出席したいので、遺族に了解を取り付けて欲しい。」と申し入れた。しかし、府警捜査四課と住之江警察署は、共に宅見からの申し入れを拒否した。申し入れを拒否された山口組側は、今度は顧問弁護士の山之内を通じ、死亡した男性の通夜や葬儀に独自に出席する道を模索することになる（詳細は後述）。

### 誤射事件発生直後の展開
一般男性誤射事件が発生した後も、引き続き山口組側による波谷組側への襲撃は続いた。
誤射事件が発生した6月29日の未明には、大阪市西成区にある波谷組と親しい金融業者の事務所に銃弾1発が撃ち込まれたほか、大阪市北区長柄東の波谷組系平沢組（組長は平沢勇吉）幹部宅の玄関ドアに銃弾5発が、また同日朝にも銃撃を受けていた波谷組系天野組枡田組の事務所にも再び銃弾が撃ち込まれるなど、銃撃事件が相次いだ。また同日未明には、大阪市住之江区浜口で、波谷組組員が出入りする喫茶店に山口組系組員が入り、天井に向けて銃弾1発を発射する事件も発生した。
さらに翌6月30日の昼には、大阪市北区長柄東の住都公団の団地・さざなみプラザの路上で、波谷組系平沢組の幹部が追ってきた車から銃弾4発を撃ち込まれる事件が発生した。この幹部は、防弾チョッキを着ていて無事だった。
一般男性誤射事件などを受けて、大阪府警は同日、山口組本部や傘下の宅見組（組長は宅見勝・山口組若頭）、山健組（組長は桑田兼吉）、弘道会の3組織の事務所を、殺人の疑いで家宅捜索した。
大阪府警の家宅捜索などを受けて、山口組も同日午後3時から緊急幹部会を開き、波谷組との抗争や、元NTT職員男性の誤射殺害事件の善後策について協議するなど、一般男性誤射事件の発生を重く見て事態の収拾に乗り出した。この緊急幹部会開催後の同日午後6時、山口組総本部は山口組の直系組長101人に対して、「今回の一連の抗争事件にさいし、大阪における一般市民を巻きこむ不祥事の発生をみるに至り、故人の冥福を祈るとともに、一般市民に対する陳謝の意味において、今後一切の行動を中止せよ」という文面のファックスを送った。また同日午後9時には、「今回の不祥事による、犠牲者の冥福を祈るため、喪が明けるまで、全山口組参加団体は、喜び事行事を全面中止するように。右厳守して下さい」という文面のファックスが、再び直系組長101人に宛てて送られている。また同日には、誤射されて亡くなった元NTT職員の男性の通夜が営まれ、通夜には顧問弁護士の山之内幸夫が宅見若頭の代理として訪れた。この時山之内は、1,000万円の香典を置こうとしたが、男性の遺族から受け取りを拒否されている。
こうした山口組側の動きの一方で、同日には岡山県で波谷組が属していた西日本二十日会の会合が持たれ、会合では波谷組と山口組の抗争についての討議がなされた。また大阪府警は、大阪市阿倍野区播磨町の波谷守之の自宅兼事務所などに警察官を派遣し、張りつけ警備を行うなどさらなる山口組側からの襲撃に対する警戒を行った。
同年7月1日午後11時55分ごろ、波谷組平沢組組員が、拳銃を持った男たちに拉致され、大阪府箕面市の山中に連れ込まれ、平沢勇吉の行方を尋問された。波谷組平沢組組員は「知らない」と答えた。
同年7月2日午前1時ごろ、拉致された波谷組平沢組組員が、箕面市で解放された。
同日午前1時ごろ、大阪市東成区の地下鉄緑橋駅近くの深夜喫茶店で、女性と食事中だった波谷組平沢組幹部が、拉致された。波谷組平沢組幹部は、マンションに監禁され、平沢勇吉の行方を尋問されたが、平沢勇吉の居場所を教えなかった。
同日午後0時40分、大阪市中央区日本橋1丁目で、天野洋志穂の経営する不動産会社に、銃弾2発が撃ち込まれた。
同日午後11時、大阪府高槻市の淀川右岸堤防で、拉致された平沢組幹部が、左足と右腕を、1発ずつ銃撃された。平沢組幹部は、自力で路上に這い上がり、車で通行中の女性に発見された。その後、平沢組幹部は、救急車で病院に搬送された。
同年7月3日、大阪市住吉区東粉浜の粉浜福祉会館で、誤射されて亡くなった元NTT職員の男性の葬儀が行われた。山之内幸夫の弁護士事務所の事務員が、山之内幸夫の代理で、葬儀に出席し、香典を受付に置いて帰った。元NTT職員の男性の遺族が、山之内幸夫からの香典を発見し、山之内幸夫に返送した。
同日未明、大阪市西成区の元波谷組大日本正義団組員宅に、銃弾6発が撃ち込まれた。
同日午後、山口組本部は、直系組長に再びファックスで、抗争中止を通達した。
同日、大阪府警は、63の警察署の刑事課長を集めて、山波抗争に対する緊急対策会議を開いた。林則清刑事部長は、緊急対策会議で「暴力団を憎まない者がいるならば、さっさと刑事を辞めてもらいたい」と挨拶した。
同年7月4日、大阪府門真市で、トラックが、平沢勇吉の知り合いの女性の経営する外車販売会社に突入し、展示中のメルセデス・ベンツの車1台を破損させた。
同年7月5日、山口組定例組長会で、宅見勝は、抗争中止命令に従わないことについて、直系組長101人（代理も含む）を強く叱責した。宅見勝は、改めて直系組長101人に「傘下の者たちに抗争中止を徹底させよ」と指示した。
同日、倉本組（組長は倉本広文）組員が、平成2年（1990年）6月30日に住都公団さざなみプラザの路上で波谷組平沢組幹部を銃撃したとして、警察に出頭し、逮捕された。
同年7月6日朝、大阪府警捜査員800人は、宅見組、英組（組長は英五郎）、倉本組、一会（会長は野沢義太郎）などの63箇所の組事務所を家宅捜索した。宅見組の家宅捜索では、平成2年（1990年）7月4日付けの「山口組黒誠会幹部の息子で、波谷組平沢組元組員を襲わないように」という旨のファックス着信の指示書と拳銃1丁が押収された。大阪府警は、宅見組事務所で、15人の組員を逮捕した。大阪府警は、各組事務所から山口組の菱の代紋の入った看板や提灯を、抗争用資材として押収した。
同年7月15日午前4時ごろ、男が、東大阪市横沼町のマンション2階にある波谷組天野組枡田組事務所のベランダに、長さ4メートルの板を立てかけてよじ登り、枡田組事務所に向けて、銃弾4発を撃ち込んだ。枡田組事務所には組員3人がいたが、全員無事だった。
同年7月16日、大阪府警は、「暴力団抗争事件等総合対策本部」を設置した。
同日夕方、大阪府63の警察署署長と大阪府警本部の部課長が、暴力団対策緊急署長会議を開いた。大阪府警本部長・椿原正博は、「暴力団と対決せよ」と厳命を下した。
同年12月3日午前4時40分ごろ、大阪市天王寺区のビル7階にあった波谷組天野会組事務所に銃弾が撃ち込まれた。
同日午後1時20分ごろ、大阪市西成区で、山口組系組員が、南海天王寺支線の中から、波谷組大日本正義団組事務所に、銃弾4発を撃ち込んだ。発砲した山口組系組員は、電車から飛び降りて足を骨折したが、山口組系大道会組員の車で逃走した。
同日夜、警察は、山口組系組員（大日本正義団組事務所に発砲した）の逃走を助けた山口組系大道会組員を逮捕した。
その後、警察は大日本正義団組事務所に発砲した山口組系組員を逮捕した。
同年12月7日、波谷組組員・岩田好晴が、ロシアンルーレットゲームにより拳銃で自分の頭を撃ち、死亡した。
同年12月11日、波谷守之は、大阪市阿倍野区の自宅に波谷組幹部を集めて、四代目共政会・沖本勲会長に手打ちを依頼することと、波谷守之はヤクザからは引退しないが他の者が波谷組から抜けることは自由であることを伝えた。石川明は、波谷組から脱退し、大日本正義団を解散させた。天野洋志穂も、波谷組から脱退した。
その後、沖本勲と山口組若頭補佐・桑田兼吉が、波谷守之の使者となり、山口組幹部会に「波谷守之は、ヤクザから引退しないが、波谷守之の若衆を手放す」という手打ちの条件を伝えた。司忍は手打ちを了承し、山口組は波谷組と手打ちをすることを決定した。
同年12月24日、山口組本部は、ファックスで、全国の直系組織に、波谷組との抗争終結を伝えた。
同年12月27日、波谷守之が、愛知県名古屋市の弘道会本部を訪れ、司忍に、波谷組組員・岩田好晴が弘道会組員・安井武美を射殺したことを詫びた。